# 地域経済牽引事業の促進による地域の成長発展の基盤強化に関する法律
地域経済牽引事業の促進による地域の成長発展の基盤強化に関する法律（ちいきけいざいけんいんじぎょうのそくしんによるちいきのせいちょうはってんのきばんきょうかにかんするほうりつ、平成19年5月11日法律第40号）は、2007年5月11日に公布された日本の法律。通称は「企業立地促進法」または「地域未来投資促進法」。

## 概要
この法律は、地域における産業の集積、観光資源、特産物、技術、人材、情報その他の自然的、経済的又は社会的な観点からみた地域の特性を生かして高い付加価値を創出し、かつ、地域内の取引の拡大、受注の機会の増大その他の地域の事業者に対する相当の経済的効果を及ぼすものである地域経済牽引事業の促進のために地方公共団体がその地域の経済社会情勢を踏まえつつ行う主体的かつ計画的な取組を効果的に支援するための措置を講ずることにより、地域の成長発展の基盤強化を図り、もって国民経済の健全な発展に資することを目的とする。
この法律において「地域経済牽引事業」とは、自然的経済的社会的条件からみて一体である地域において、その地域における産業の集積、観光資源、特産物、技術、人材、情報その他の自然的、経済的又は社会的な観点からみた地域の特性を生かして高い付加価値を創出し、かつ、地域内の取引の拡大、受注の機会の増大その他の地域の事業者に対する相当の経済的効果を及ぼすことにより、地域における経済活動を牽引する事業をいう。